# Escalhão

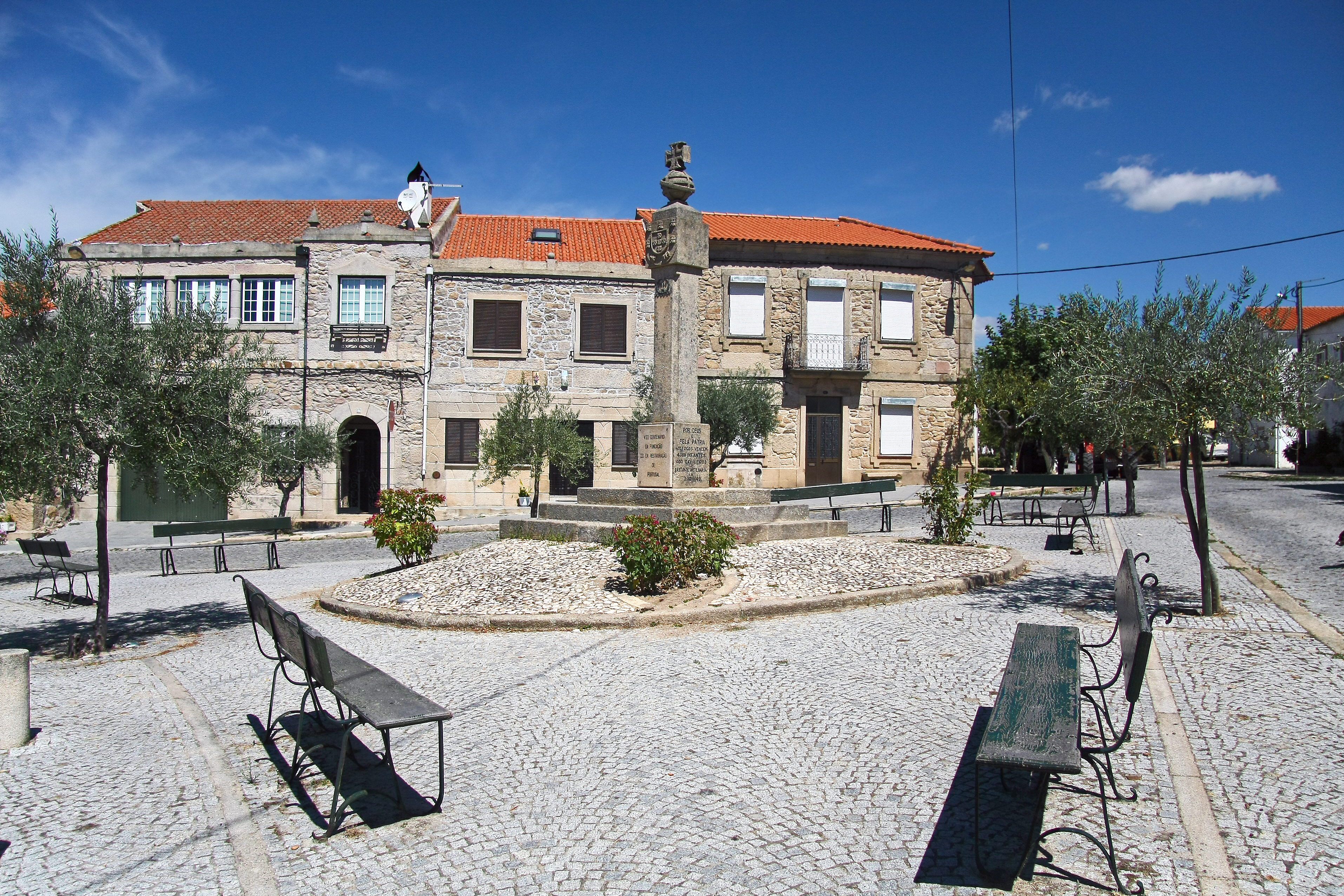
Place située à Escalhão

Escalhão est une freguesia portugaise du concelho de Figueira de Castelo Rodrigo, ayant 770 habitants et une superficie de 78,43 km2 (9,8 hab/km2).

## Fêtes célébrées
15 août : fête de Notre Dame des Anges (Vierge Marie)
25 décembre : Noël

## Monuments
Pont romain : construit pendant l'occupation romaine, il traverse la rivière d'Aguiar. Il a été rénové au XIVe siècle.
Église : construite au XVIe siècle, elle a été classée monument historique en 1978.

## Démographie
| 1801  | 2001 | 2011 |
| ----- | ---- | ---- |
| 1 808 | 931  | 770  |

## Équipements, services et commerces

### Équipements et services
Culturels :
- bibliothèque
- musée

Éducation :
- Crèche
- École primaire

Loisirs :
- Aire de jeux pour enfants
- Association pour les jeunes
- Parc municipal

Santé :
- Maison de retraite

Sportifs :
- Gymnase
- Piscine

### Commerces de proximité
- Boulangeries
- Bars, cafés
- Garage
- Pharmacie
- Restaurants
- Station service
- Supérette